# Generell intelligensfaktor
Den generella intelligensfaktorn (förkortad g) är ett begrepp som används inom psykologin (se även psykometri) för att kvantifiera vad som är utmärkande för resultaten från alla intelligenstester.
Psykometrikern Charles Spearman upptäckte under tidigt 1900-tal att elevers betyg i till synes orelaterade skolämnen verkade korrelera med varandra, och föreslog att dessa korrelationer speglade inflytandet av en dominant faktor som han kallade för g, en förkortning för "generell" intelligens. Han utvecklade en modell där variationerna i poängresultat från intelligenstester kunde förklaras av två faktorer. Den första är den specifika faktorn för en individuell mental uppgift: de individuella förmågorna som gör en person mer skicklig på en viss kognitiv uppgift än en annan. Den andra är g, en generell faktor som styr prestationerna inom alla kognitiva uppgifter.
Ansamlingen av data från kognitiv testning och förbättringar i analytiska tekniker har bevarat g-faktorns centrala roll, vilket har lett till det moderna begreppet av g. En hierarki av faktorer, med g på toppen och gruppfaktorer på stegvis lägre nivåer, anses vara den mest vitt accepterade modellen av kognitiv förmåga. Andra modeller har även föreslagits, och en signifikant dispyt behandlar g och dess alternativa modeller.

## Kognitiv testning ochg
Urskiljningen av g härstammar från observationen att den erhållna poängsumman från alla typer av kognitiva tester korrelerar positivt med varandra. g kan beskrivas som huvudfaktorn från poängsumman av kognitiva tester genom att använda metoder som analys av huvudkomponenter och faktoranalys.
Förhållandet mellan g och intelligenstester kan lättare förstås med en parallell jämförelse. Oregelbundna föremål, som människokroppen, sägs variera i "storlek". Men trots detta så anses ingen mätning av människokroppen vara ett mått på dess "storlek". Istället kan ett flertal olika mått, som varierar i längd, göras av exempelvis en skräddare. Alla dessa mått kommer att korrelera positivt med varandra. Och om man då skulle summera eller kombinera alla dessa mått så skulle summan eller kombinationen av dessa ge en bättre beskrivning av en individs storlek än något annat ensamstående mått. Faktoranalys tillåter detta. Processen kan likställas med att beräkna medelvärdet av ett urval mått från en ensamstående variabel, men istället är "storlek" en sammanfattning av mått från ett urval av flera variabler. g är som storlek, dvs att den är tagen från olika mått (av kognitiv förmåga). Men givetvis så är variation i storlek inte utan betydelse för alla variationer i måtten från en människokropp. Faktoranalys är inte begränsad till att producera ensamstående faktorer, och en analys av människokroppen kan (exempelvis) producera två stora faktorer, som höjd och omkrets. Ändå producerar poängresultaten från kognitiva tester en primär dominant faktor, g.
Tester avsedda för att mäta kognitiv förmåga härrör mestadels från i vilken grad de mäter g. Om kvantifierbara mått från en prestation vid en uppgift starkt korrelerar med g, så kan man säga att den mentala uppgiften är g-laddad. För att skapa högt tillförlitliga och giltiga IQ-tester, har utformarna därför gjort sina tester så pass g-laddade som möjligt. Ur historiskt perspektiv så har detta inneburit att dämpa inflytandet av gruppfaktorer genom att testa ett så pass brett urval av kognitiva förmågor som möjligt. Tester som Ravens Progressiva Matriser anses dock vara de mest g-laddade som finns, trots det faktum att Ravens matriser innehåller uppgifter som är ganska likartade.
Elementary cognitive tasks (ECTs), dvs elementära kognitiva uppgifter, korrelerar också starkt med g. Elementära kognitiva uppgifter är, så som namnet antyder, enkla uppgifter där det uppenbarligen krävs väldigt lite intelligens, men korrelerar trots detta med mera omfattande intelligenstester. Att avgöra om ett ljus är rött eller blått eller om det finns fyra eller fem kvadrater tecknade på en datorskärm är två exempel på ECT. Svaret till sådana tester tillförs oftast genom att snabbt trycka på knappar. När stimulans ges till testpersonen så flyttar denne sin hand från startknappen till knappen med det rätta svaret. Detta gör det möjligt för utredaren att avgöra hur mycket tid testpersonen tillbringade till att tänka ut det rätta svaret till frågan (reaktionstiden, vanligtvis mätt under bråkdelar av en sekund), och hur mycket tid som tillbringades till att flytta handen till den rätta knappen (rörelsetid). Reaktionstiden korrelerar starkt med g medan rörelsetiden korrelerar mindre starkt. ECT-testning har gjort kvantifierbara utredningar av hypoteser angående testers fördomsfullhet, testpersonens motivation och gruppskillnader möjliga. På grund av ECTs anspråkslöshet tillhandahåller dessa en länk mellan klassisk IQ-testning och biologiska forskningar som fMRI-studier.

## Biologiska och genetiska korrelat tillg
g har ett stort antal biologiska korrelationer. Starka korrelationer inkluderar massa i frontalloben, översiktligt hjärnmassa och glukoshalt i hjärnan. g korrelerar mindre starkt, men påtagligt, med översiktlig kroppsstorlek. Det finns motstridande bevis beträffande korrelationen mellan g och hastigheter i de yttre nervernas uppförande, där vissa studier tyder på påtagliga positiva korrelationer och andra på ingen eller till och med negativa korrelationer.
Aktuell forskning föreslår att korrelationen mellan ärftlighet och g ligger på ungefär 0,85 – till och med en högre korrelation än för IQ – så ärftligheten från de flesta prestationer på tester hänför sig därför till g.
Det har länge varit känt att hjärnstorlek korrelerar med g. Nyligen[när?] gjorda MRI-studier på tvillingar visar att volymen av grå massa i frontalloben korrelerar starkt med g och är mycket ärftligt. En besläktad studie rapporterar att korrelationen mellan hjärnstorlek (som uppskattas ha en ärftlighet på 0,85) och g är 0,4, och att korrelationen förmedlas enbart av genetiska faktorer. g har iakttagits hos möss såväl som hos människor.
Lehr och Fischer (1990) påstår att g begränsas av en individs förmåga till korttidsminne. Mental styrka, eller C för korttidsminne (mätt i bitar av information), är produkten av en individs mentala snabbhet, som kallas Ck för bearbetning av information (i bit/ar), och varaktigheten av minnets längd, som kallas D för varaktigheten av information i korttidsminnet. Därav ekvationen:
C (bit) = Ck (bit/ar) x D (s)
Den här teorin testades och ansågs vara bristfällig av Roberts med flera (1992). Det finns mycket bevis som tyder på att g är nära relaterad till en individs korttidsminne, men den här kapaciteten kan inte mätas i bitar av information.
Nyligen[när?] gjorda studier där man försöker hitta samband mellan områden i genuppsättningen och intelligens har inte givit särskilt mycket framgång. I en nyligen gjord studie använde man flera hundra människor och placerade dem i två kontrollgrupper, en grupp med en mycket hög IQ på 160 och en grupp med en genomsnittlig IQ på 102. I studien använde man 1 842 DNA-uppsättningar och lät dem genomgå en inspektionsprocess på fem steg med syftet att eliminera felaktiga uppskattningar. Under det femte steget kunde studien fortfarande inte hitta en enda gen som var relaterad till intelligens. Kritiker mot dessa studier påstår att misslyckandet med att hitta en specifik gen som förbinder sig till intelligens indikerar hur komplext begreppet är. De sammanfattar att intelligens förmodligen är under inflytandet av flera gener. En del uppskattningar tyder på att så mycket som 40 % av genuppsättningen kan bidra till intelligensen.

## Sociala faktorer som uppvisar samband medg
De flesta estimat av g korrelerar positivt med traditionella mått av framgång (inkomst, akademisk prestation, yrkesprestation, prestige etc.) och korrelerar negativt med vad som generellt anses vara ej önskvärda inslag i livet (avhoppning av skola, oplanerad graviditet, fattigdom etc.). IQ-tester som mäter en rad av olika förmågor förutsäger inte dessa faktorer mycket bättre än g. Vetenskapliga publiceringar av upptäckter angående skillnader mellan g och etniska grupper har skapat en allmän dispyt i samhället.

## Flynneffekten ochg
Flynneffekten beskriver ett stigande av IQ-poäng över tid. Det finns inte någon stark samstämmighet vare sig stigandet av IQ-poäng även reflekterar stigande av g. Dessutom finns det nya[när?] bevis som tyder på att intelligenspoängens tendens att stiga har upphört i vissa länder i den första världen. Statistiska analyser av erhållna poäng från deltester i IQ-tester ger vid handen att g är oberoende av ingångsdata till Flynneffekten.

## Ifrågasättande avg
Psykometrikern Louis Leon Thurstone var den förste som ifrågasatte Spearmans teori om en generell intelligensfaktor, och menade att g var en statistisk artefakt från den typ av faktoranalys som Spearman gjort. Thurstone lanserade baserat på mätresultat och faktoranalys en teori med sju oberoende faktorer i sin bok Primary mental abilities som gavs ut 1938. Efter att ha gjort ytterligare mätningar modifierade han senare sin teori till att både innehålla en generell faktor och sju specifika faktorer, och mildrade därmed sin kritik av g-faktorn. Thurstone är föregångare till övriga teorier om multipla intelligenser.
År 1981 yttrade Stephen Jay Gould, en paleontolog, sina protestaktioner mot begreppet g, och även mot intelligenstestning i allmänhet, i sin kontroversiella bok Den felmätta människan (The Mismeasure of Man). År 1985 skrev den brittiske filosofen Philip Kitcher att "Många forskare är nu övertygade om att det inte finns något ensamstående mått av intellektuell förmåga" och att "det är nödvändigt att fortsätta avslöja myten om generell intelligens". En del forskare inom artificiell intelligens har argumenterat för att vetenskapen om kognitiv förmåga, och mätning av denna, är "antingen löjlig eller poänglös". De noterar att "Tester avsedda för att testa kognitiv förmåga mäter skillnader i uppgifter som inom kort kommer att utföras åt oss av beräknande datorer". Intelligensforskaren Howard Gardner har skrivit att han inte tror på "att det finns en ensamstående generell begåvning vare sig det kan kallas för intelligens, kreativitet eller g. År 2005 undersökte Wendy Johnson och Thomas Bouchard den kognitiva förmågans struktur genom att administrera 42 olikartade tester avsedda för att mäta kognitiv förmåga på 436 vuxna personer. Testerna inkluderade "olika användningar" (framställning av tidigare okända användningar för specificerade föremål), "pusselläggning" (sammansättning av pusselbitar), "verbal-ordspråk" (tolkning av ordspråk) och "mekanisk förmåga" (identifikation av mekaniska principer och verktyg); vid användning av faktoranalys hittade man en enda tydlig högre faktor, g. I deras rapport, som publicerades i tidskriften Intelligence, sammanfattar de undersökningen:
I kombination med våra tidigare fynd beträffande överensstämmelsen av generella intelligensfaktorer i testbatterier så pekar våra forskningsresultat otvivelaktigt mot existensen av en generell intelligensfaktor som självständigt bidrar till alla aspekter av intelligens.

### Savantsyndrom
Howard Gardner anser att det sällsynta tillståndet känt som savant syndrom argumenterar emot existensen av en ensamstående generell intelligens. Personer med savant syndrom må ha generella IQ-resultat i nivå med intellektuell utvecklingsstörning, men kan trots detta besitta vissa kognitiva förmågor som är utomordentliga i förhållande till den genomsnittliga personen. Dessa förmågor inkluderar ypperlig minnesförmåga, blixtsnabb huvudräkning, avancerad musikalisk förmåga, snabb språkinlärning, exceptionell konstnärlig förmåga etc. Å andra sidan avvisas Gardners ordstrid av det faktum att savanter med en låg IQ tenderar att prestera dåligt både i skolan och på arbetet, trots sina talanger. Och dessa inslag hör till några av de många inslag som IQ-tester förutsäger (se "Sociala faktorer som uppvisar samband med g").

### Fotnoter
1. ↑  Human Intelligence: L.L. Thurstone Arkiverad 21 november 2014 hämtat från the Wayback Machine., läst 2014-06-20